# Râul Șușița, Jiu (Ionești)
Râul Șușița este un curs de apă, afluent de dreapta al râului Jiu. 